# Höreda kyrka

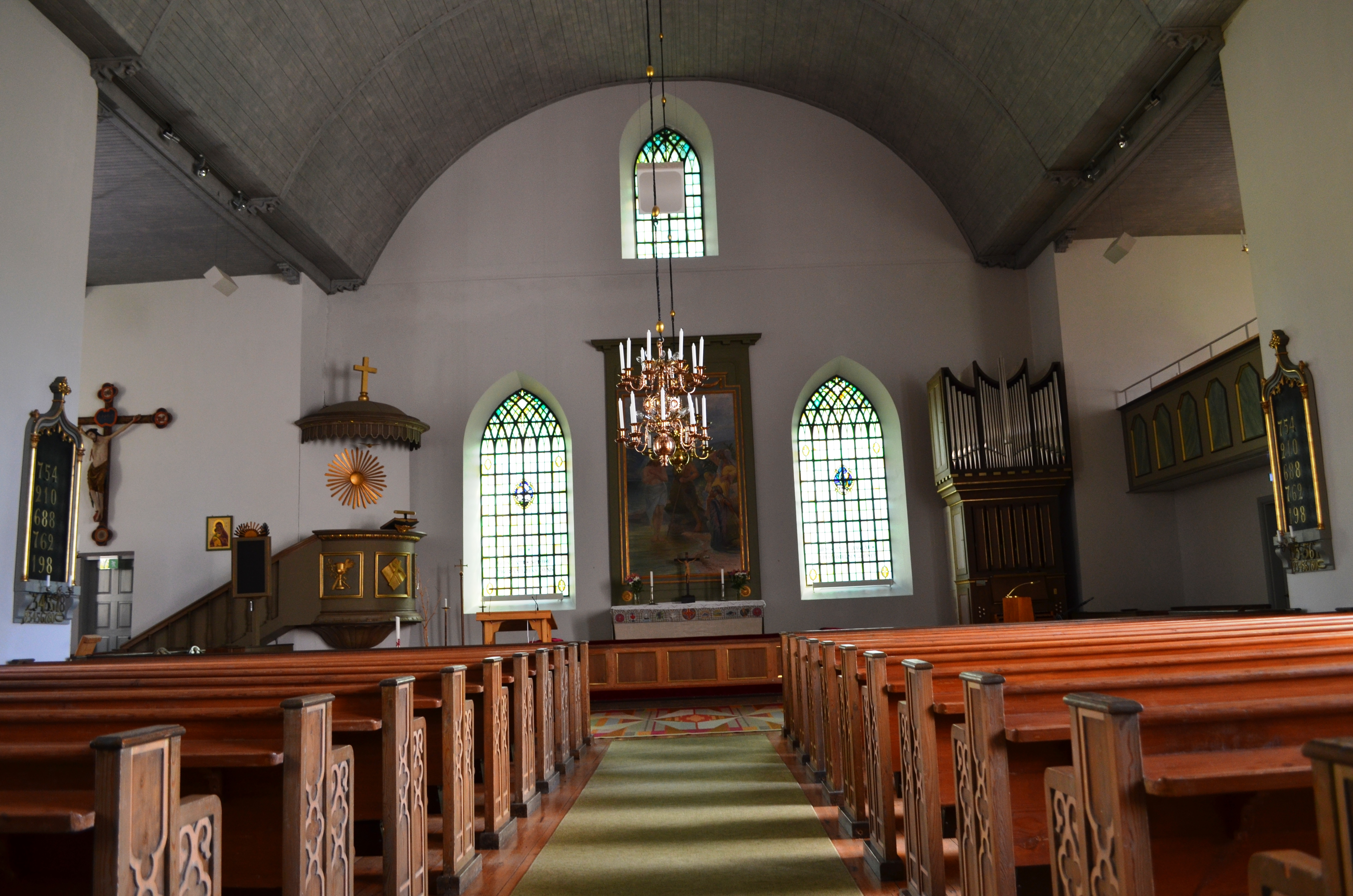
Höreda kyrkas kykosal

Höreda kyrka är en kyrkobyggnad som tillhör  Höreda församling, Linköpings stift. Den ligger i Höreda 9 kilometer sydost om Eksjö.

## Kyrkobyggnaden
Höreda kyrka är en stenkyrka med koret i söder och tornet i norr.

## Historik
Kyrkans äldsta delar härrör troligen från 1200-talet medan tornet tillkom först 1832-1833.

## Inventarier
- Triumfkrucifix av ek från verkstad i Östergötland under mitten av 1300-talet, (bilder).
- Träskulptur av ek, Den helige Mikael och draken, från sydskandinavisk verkstad i mitten av 1200-talet, (bilder).
- Träskulptur av lövträ, madonna, appunatyp, från omkring 1200, (bilder).
- Träskulptur, Den heliga Barbara.
- Träskulptur av ek, Den heliga Birgitta, från regional verkstad i mitten av 1400-talet, (bild).
- Dopfunt av mässing, daterad 1660.
- mässhakar, 2 stycken florentinska, från 1300-talet.
- Brudkrona (bild) från 1781.

## Orglar

### Läktarorgeln
Kronologi:

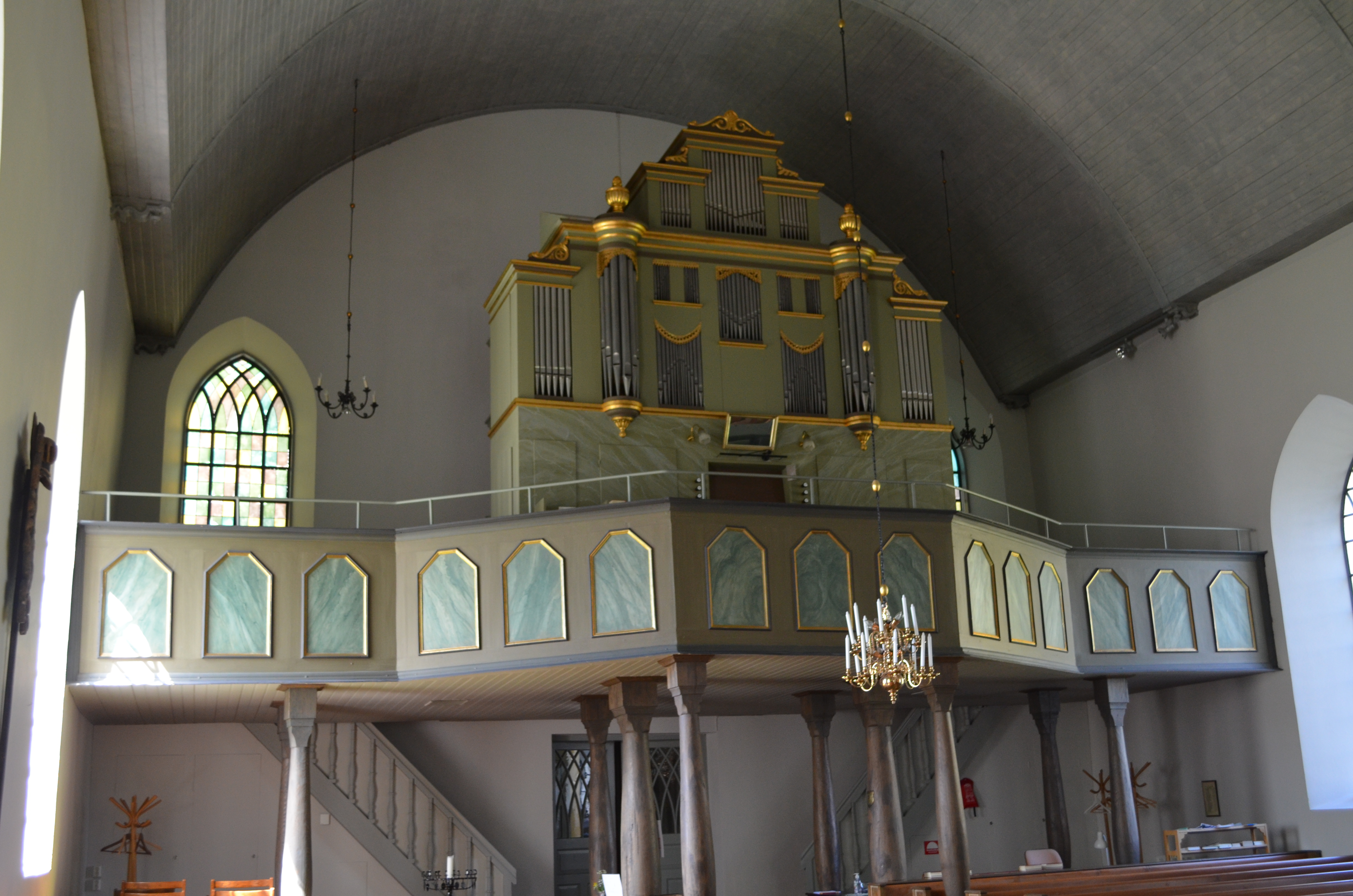
Höreda kyrkas läktarorgel

- 1828: Nils Ahlstrand, Norra Solberga, bygger ett 11-stämmigt positiv med bihangspedal.

Ursprunglig disposition (enligt syneprotokoll):
| Manual C-d³                | Pedal C-g° |
| Principal 8’, D (fasad)    | bihängd    |
| Viola di Gamba 8', B       |            |
| Gedackt 8'                 |            |
| Principal 4’ B/D (fasad)   |            |
| Gedacktfleut 4'            |            |
| Fugara 4’                  |            |
| Qvinta 3' (eg. 2 2/3')     |            |
| Octava 2'                  |            |
| Scharf III chor. “c, g, c” |            |
| Trumpet 8', B              |            |
| Vox humana 8’, D           |            |

- 1859: Reparation av Nils Ahlstrand.
- 1882: Erik Nordström, Eksjö, bygger om positivet: Orgelhuset bygges på med sidfält och en öververksattrapp, inuti förnyas en stor del av pipmaterialet och ett pedalverk tillkommer.
- 1933: Renovering av orgelbyggare David Petersson, Landsbro, som sätter in stråkstämman Eolin 8’.
- 1950: Reparation av firma Harald Lindegren, Göteborg.
- 1967/1968: Johannes Künkel, Lund, renoverar orgeln i enligt med ett förslag av musikdirektör Anders Bondeman, Eksjö. Orgelstämmorna Scharf II och Eolin 8’ bytes ut mot en ny Scharf III tillverkad efter förebild av Nils Ahlstrand. Erik Nordströms Scharf III magasineras. De delade registren med bas/diskant inom hakparenteser [B/D] i dispositionen nedan är hopkopplade med en löstagbar stång i registermekaniken.

Nuvarande disposition:
| Manual C-f³                            | Pedal C-h°           | Koppel  |
| Principal 8’, [B/D] (1882)             | Subbas 16’ (1882)    | Man/Ped |
| Borduna 8' (1882)                      | Violoncell 8’ (1882) |         |
| Violin 8' (1882)                       | Basson 16’ (1882)    |         |
| Octava 4’, [B/D] (1828/1882) (fasad)   |                      |         |
| Flöjt Octaviand 4' eller 8'? (1882)    |                      |         |
| Quinta 3' (eg. 2 2/3') (1828/1882)     |                      |         |
| Octava 2' (1828/1882)                  |                      |         |
| Scharf III chor. 1' + 2/3' + ½’ (1968) |                      |         |
| Trumpet 8', B/D (1828/1882)            |                      |         |

### Kororgeln
- 1977 levererar orgelbyggare Johannes Künkel ett mekaniskt korpositiv. Detta skedde efter initiativ av skolkantor Thore Karlsson, som också ritat orgels fasad.

Disposition:
| Huvudverk I      | Bröstverk II   | Pedal      |
| Gedackt 8’       | Rörflöjt 8’    | Subbas 16’ |
| Principal 4'     | Koppelflöjt 4' | Koppel     |
| Spetsflöjt 4'    | Principal 2'   | I/P        |
| Waldflöjt 2'     | Nasat 1 1/3'   | II/P       |
| Mixtur III chor. | Vox humana 8’  | II/I       |